# Botrytis arisaemae
Botrytis arisaemae är en svampart som beskrevs av Whetzel 1945. Botrytis arisaemae ingår i släktet Botrytis och familjen Sclerotiniaceae.   Inga underarter finns listade i Catalogue of Life.